# 벨라야칼리트바

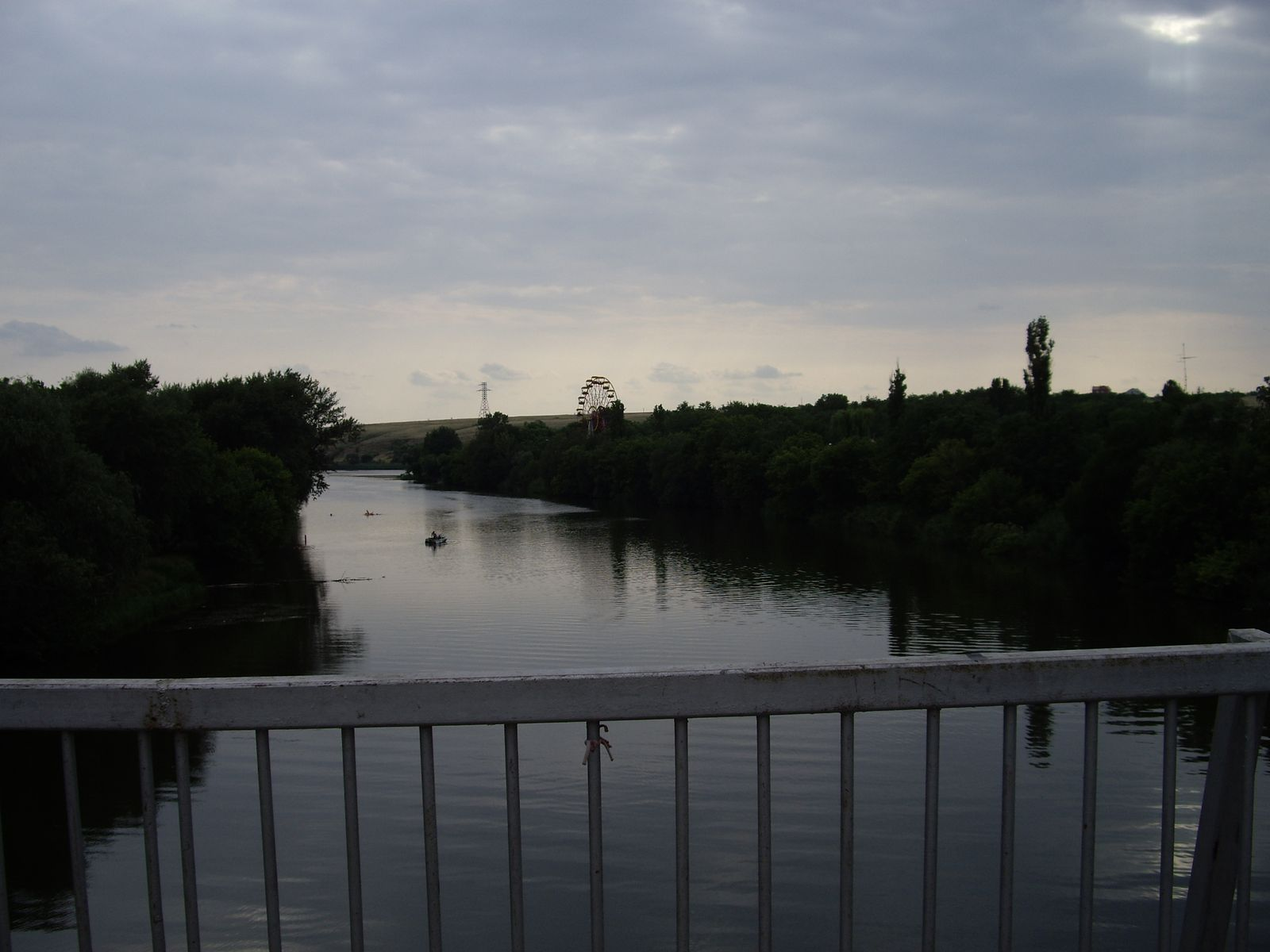

벨라야칼리트바(러시아어: Белая Калитва)는 로스토프 주 벨로칼리트빈스키 군의 중심지이다. 인구는 4만6,200명(2005년)이다.
세베르스키도네츠강에 접하고 로스토프나도누에서 168km지점 떨어져 있다.